# ترزا ویلیرز
ترزا ان ویلیرز (به انگلیسی: Theresa Anne Villiers)؛ (زادهٔ ۵ مارس ۱۹۶۸) سیاستمدار اهل بریتانیا است؛ و از ۲۰۱۹ در کابینه بوریس جانسون در جایگاه وزارت محیط زیست، غذا و امور روستایی مشغول کار است. او از سال ۲۰۰۵ از حوزه انتخاباتی چیپینگ بارنت نماینده ارشد از حزب محافظه‌کار (بریتانیا) در مجلس بریتانیا بوده‌است. ویلیرز از سال ۲۰۱۰ تا ۲۰۱۲ وزیر ترابری و از ۲۰۱۲ تا ۲۰۱۶ وزیر ایرلند شمالی بوده‌است.

## آغاز زندگی و خانواده
ویلیرز در ۱۹۶۸ در هانستانتون زاده شد و سومین فرزند جرج ادوارد ویلیرز و مادرش، آن ویرجینیا ترلفال است. او دو نابرادری به نام‌های ادوارد و هِنری دارد. از سوی پدری، او نواده ادوارد ارنست ویلیرز (۱۸۰۳–۱۸۴۳) است. برادر جرج ویلیرز دیپلمات انگلیسی و توماس هاید ویلیرز و هنری مونتاکو ویلیرز و فرزند مستقیم ادوارد دوم انگلستان بوده‌اند.
ترزا ویلیرز در لندن شمالی بزرگ شد. در دبیرستان مستقل فرانسیس هلند تحصیل کرد و در سال ۱۹۹۰ شاگرد اول دوره کارشناسی در رشته حقوق (LLB) از دانشگاه بریستول شد. یک سال بعد در تحصیلات تکمیلی مدرک کارشناسی  حقوق مدنی (BCL) را از کالج مسیح آکسفورد دریافت کرد. پس از دانشگاه واجد شرایط وکالت در انجمن‌های حرفه‌ای برای کارکنان دادگستری و قضات در لندن شد و از ۱۹۹۴ به عنوان مربی دانشگاه در دانشگاه کینگز لندن استخدام شد و تا سال ۱۹۹۹ مربی بود.

## عضو پارلمان اروپا
ویلیرز در سال ۱۹۹۹ از حوزه انتخاباتی لندن به عنوان عضو پارلمان اروپا انتخاب شد. وی در سال ۲۰۰۴ دوباره در همان سمت انتخاب شد. در سال ۲۰۰۵ در انتخابات عمومی انگلستان به عنوان عضو پارلمان بریتانیا از حوزه چیپینگ بارنت انتخاب شد. او بین ۲۰۰۱ تا ۲۰۰۲ معاون حزب محافظه کار در پارلمان اروپا بود و در این دوره عضویت در هیئت رهبری حزب محافظه کار را نیز دارا بود.

## پارلمان بریتانیا

### ورود
در سال ۲۰۰۳ که سر سیدنی چاپمن اعلام بازنشستگی خود را برای انتخابات آتی اعلام کرد ویلیرز به عنوان کاندیدای محبوب حزب محافظه کار از حوزه چیپینگ بارنت بود. اگر چه اکثریت آرا چاپمن در انتخابات سرتاسری، تنها ۲۷۰۱ رای بود و حزب برای چاپمن جایگاه امنی را برای آن سال حفظ کرد تا این که در انتخابات سراسری ۲۰۰۵ ویلیرز با اکثریت آرا ۵۹۶۰ رای انتخاب شد و در سال ۲۰۱۰ این آرا را به ۱۱۹۲۷ رای افزایش داد و در سال ۲۰۱۵ از اکثریت افتاد و ۷۶۵۶ رای را به دست آورد و در سال ۲۰۱۷ این آرا به ۳۵۳ رای کاهش یافت. به رغم اینکه در مجلس عوام انتخاب شد او از کرسی خود در پارلمان اروپا استعفا داد و سید کمال جایگزین ویلیرز شد. او اکنون در آرکلی زندگی می‌کند. حوزه انتخاباتی او جایی است که قبلاً در کاخ هیلزبورو ساکن بود. ویلیرز در ۹ ژوئن ۲۰۱۰ در شورای خصوصی بریتانیا سوگند یاد کرد.

### دولت سایه
در انتخابات سراسری بریتانیا (۲۰۰۵) در دسامبر آن سال دیوید کامرون انتخاب شد و در سال ۲۰۰۷ دیوید کامرون ویلیرز را به عنوان وزیر ترابری دولت سایه معرفی کرد.

### دولت محافظه کار
در انتخابات سراسری بریتانیا (۲۰۱۰) که حزب محافظه‌کار نزدیک به اکثریت را با ائتلاف حزب لیبرال دموکرات (بریتانیا) به دست آورد پس از انتخاب فیلیپ هموند در وزارت ترابری و سپس رفتن او به وزارت خرانه‌داری ویلیرز به جای وزارت ترابری عهده‌دار وزارت ترابری بریتانیا شد. در سپتامبر ۲۰۱۲ ویلیرز وزیر (ایرلند شمالی) شد ولی همچنان سه روز در هفته را به حوزه انتخاباتی چیپینگ بارنت در لندن شمالی می‌رفت و موضعش را در وزارت ایرلند شمالی تقویت کرد.
ویلیرز یکی از شش وزیر کابینه بود که در همه‌پرسی عضویت بریتانیا در اتحادیه اروپا (۲۰۱۶) به پشتیبانی از برگزیت پرداخت. با روی کار آمدن دولت ترزا می در ۱۴ ژوئیه ۲۰۱۶ ویلیرز از سمت خود در وزارت ایرلند شمالی استعفا داد. برغم اینکه کار دیگری در خارج از کابینه به وی پیشنهاد شد اما قبول نکرد.

## زندگی شخصی
ویلیرز در ۱۹۹۷ با وکیل سید ویلکن ازدواج کرد. در همان سال آن دو، کتاب مشترکی را به نام قانون قرارداد و شبه‌قرارداد نوشتند که توسط موسسات بزرگ انتشاراتی منتشر شد. آنها از هم طلاق گرفته‌اند.

## ایران
ترزا ویلیرز روابط نزدیکی با سازمان مجاهدین خلق ایران دارد. او از جمله سخنرانان خارجی در همایش سال ۲۰۱۸ سازمان مجاهدین خلق بوده است.

## انتشارات
- ترزاویلیرز & Sean Wilken (29 April 1998). Law of Estoppel, Variation and Waiver. John Wiley & Sons. ISBN 0-471-96921-4. (قانون قرارداد و شبه‌قرارداد)